# Peixinhos (Olinda)
Peixinhos é um bairro de Olinda, Pernambuco, Brasil. Faz limite com os bairros de Jardim Brasil, Aguazinha e Sítio Novo, além de integrar a 3ª Região Político-Administrativa - RPA 3. 

## História
O rio Beberibe que divide as cidades de Olinda e Recife foi a principal razão do nascimento do bairro de Peixinhos. Neste rio, há décadas atrás, havia água cristalina e muitos peixes. Pessoas vinham de diversos bairros como Santo Amaro e Casa Amarela para pescar nele. Quando esses pescadores se encontravam, já combinavam: "Vamos pescar no rio dos peixinhos". O tempo foi passando e o nome acabou ficando. Lavadeiras iam lavar as roupas de suas patroas naquele rio, pessoas tomavam banho nele.
A formação e desenvolvimento do bairro teve início com a construção do Matadouro Industrial de Olinda, iniciada em 1874 e finalizada em 1919. O Matadouro encerrou suas atividades em 1970.  Um outro marco importante na história de Peixinhos foi a inauguração, em 1957, da Fábrica Fosforita Olinda S/A, que contou  com a presença do então presidente Juscelino Kubitschek na inauguração.
A origem da população de Peixinhos se deu pelo número de trabalhadores que vieram trabalhar na fábrica e no Matadouro. Essas pessoas tinham origem pobre e baixa escolaridade.
Atualmente, Peixinhos tem como atrativo principal o comércio diversificado, representado tanto pela Feira de Peixinhos quanto pela quantidade de lojas instaladas na Avenida Presidente Kennedy, principal via de acesso ao bairro.
A forma desordenada de ocupação do espaço levou Peixinhos a ter problemas estruturais, como a maioria dos bairros periféricos urbanos. Problemas como falta de pavimentação das ruas, energia elétrica, espaço público para lazer, entre outros, podem ser visto claramente quando se anda pelas ruas, vielas e becos do bairro.

## Iniciativas sociais dentro da comunidade

### GCASC - Grupo Comunidade Assumindo Suas Crianças
Localizado no bairro de Peixinhos, o Grupo Comunidade Assumindo Suas Crianças iniciou-se em 1986 com "uma família que se especializou em cuidar de outras famílias”, trabalhando no desenvolvimento humano e social de crianças e adolescentes e dando apoio psicossocial para as famílias do bairro. Um de seus fundadores, Oriosvaldo Limeira de Almeida, que hoje é gerente administrativo da associação, fala que o projeto tem como principal objetivo salvar vidas através da educação, preservando a cultura e valorizando o talento de cada um. São muitas as oficinas oferecidas pela ONG, dentre as quais estão a de dança, percussão, esportes, oficinas de formação profissional e de incentivo à leitura.
O projeto, que tem como coordenadora Elisângela Maranhão, já sofreu várias ameaças por ter denunciado a exploração de menores no mundo do tráfico, onde estas eram usadas como “aviõezinhos”, despertando a revolta dos criminosos da comunidade e ficando sob reais riscos de morte.